# Municipio de Swatara (condado de Dauphin)
El municipio de Swatara (en inglés: Swatara Township) es un municipio ubicado en el condado de Dauphin en el estado estadounidense de Pensilvania. En el año 2000 tenía una población de 22.611 habitantes y una densidad poblacional de 659.6 personas por km².

## Geografía
El municipio de Swatara se encuentra ubicado en las coordenadas 40°14′59″N 76°48′59″O / 40.24972, -76.81639.

## Demografía
Según la Oficina del Censo en 2000 los ingresos medios por hogar en la localidad eran de $40,421 y los ingresos medios por familia eran de $49,713. Los hombres tenían unos ingresos medios de $36,095 frente a los $27,594 para las mujeres. La renta per cápita de la localidad era de $20,224. Alrededor del 8,6% de la población estaba por debajo del umbral de pobreza.